# جنگ روس–بیزانس (۹۴۱)
جنگ روس–بیزانس نام جنگی دریایی در سال ۹۴۱ میلادی در طول سلطنت ایگور اول کیف بود. مکاتبات خزر نشان می‌دهد که این هجوم با تحریک خاقان خزران انجام شده که خواستار انتقام از بیزانس به خاطر آزار یهودیان توسط امپراتور رومانوس یکم بود.